# 뱅크스반도

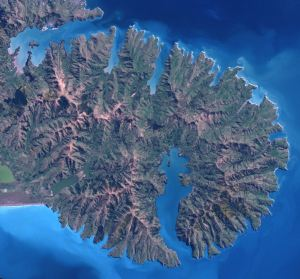
뱅크스반도의 위성사진

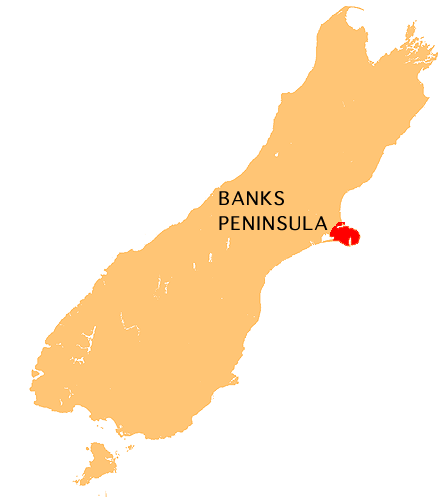
뱅크스반도의 위치

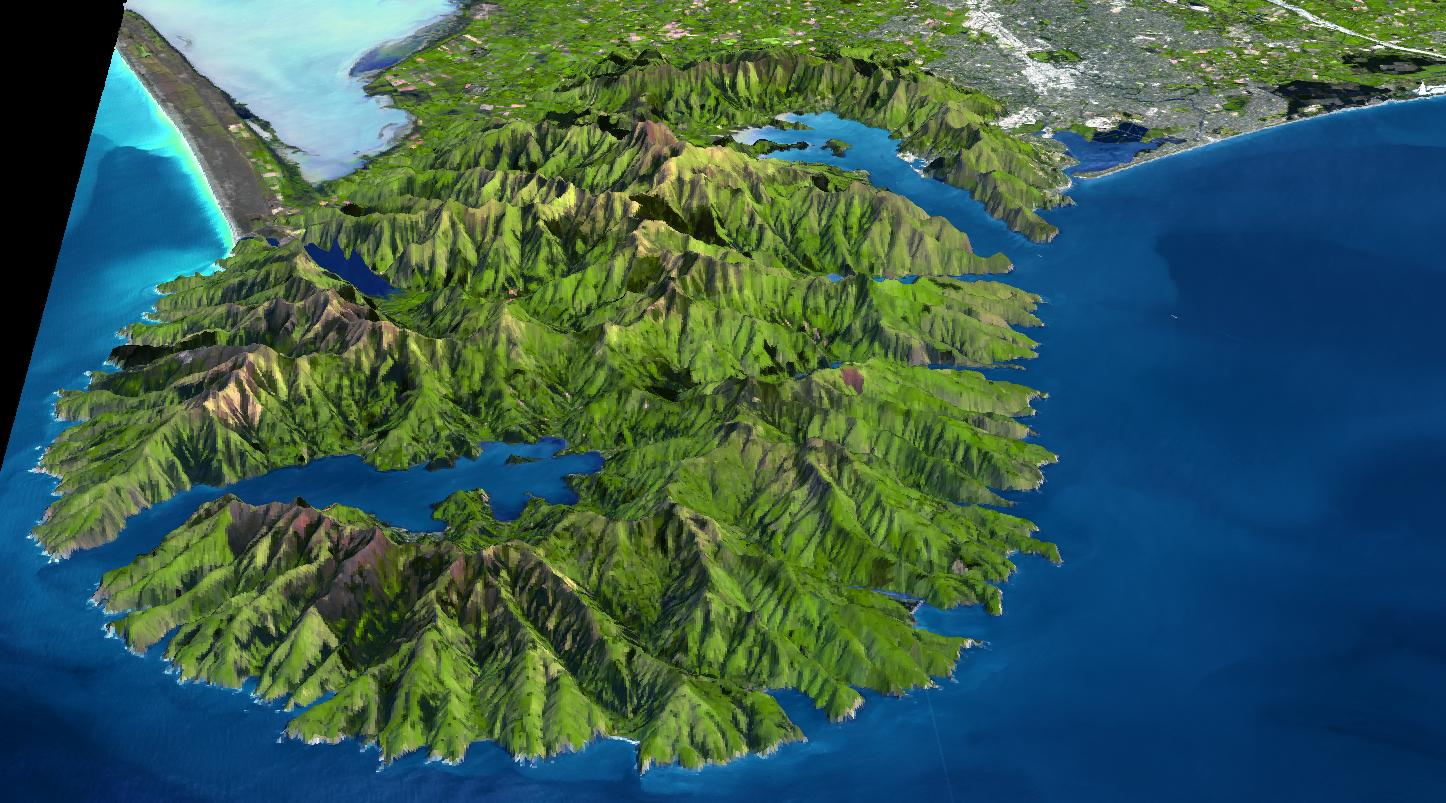
뱅크스반도의 조감도

뱅크스반도(Banks Peninsula)는 뉴질랜드 남섬, 크라이스트처치에서 남동쪽으로 펼쳐진 반도이다. 반도의 면적은 약 1,000 km2이다.

## 개요
원래는 화산이 융기하여 생긴 반도이다. 뉴질랜드 남섬의 유명한 관광지이자, 휴양지이며 세련된 도시가 곳곳에 있다. 1830년대에는 포경 기지로 번영하였지만, 1840년대에는 프랑스인이 정착하는 지역이었고, 지금도 유럽풍의 건물이 많이 남아있다.
크라이스트처치에서 직선거리로 남서쪽 40 km (75호선에서 거리는 약 85 km)에 있는 아카로아 최대의 도시이며, 여기에서 관광 유람선이 운항하고 있다. "뱅크스반도 해양 포유류 보호 구역"으로 지정되어 있는 이 해역에는 다양한 생물이 서식하며, 유람선을 타고 귀중한 헥토르 돌고래와 뉴질랜드 물개, 고래 등 해양 생물을 관찰할 수 있다.